# Jens Keukeleire
Jens Keukeleire (Bruges, Bélgica, 23 de novembro de 1988) é um ciclista belga que compete na equipa estadounidense EF Education-NIPPO.

## Biografia
Estreiou a temporada de 2010 com a equipa Cofidis. A sua primeira temporada como profissional foi bastante boa, se destacando como um bom classicómano com uma grande ponta de velocidade em chegada de grupos reduzidos. Esta temporada ganhou os Três Dias de Flandres Ocidental, além de duas clássicas de menor importância como Le Samyn e Nokere Koerse.
Em 2012, consagrado já como um grande ciclista, alinhou pelo recém criada equipa australiano Orica-GreenEDGE. Não obstante, com esta equipa não destacou tanto em sua primeira temporada, ainda que conseguiu uma destacável atuação na Volta a Burgos de 2013, ganhando duas etapas e a classificação da regularidade, depois de renovar até 2015 com Orica-GreenEDGE dias antes.
Em 2016, conseguiu seu triunfo mais importante ao vencer uma etapa da Volta a Espanha com final em Bilbao.

## Palmarés
- 2009 (como amador)
  - Grande Prêmio Van de Stad Geel

- 2010
  - Le Samyn
  - Três Dias de Flandres Ocidental, mais 1 etapa
  - Nokere Koerse

- 2011
  - 1 etapa da Volta à Áustria

- 2013
  - 2 etapas da Volta a Burgos

- 2016
  - 1 etapa do Volta à Eslovénia
  - 1 etapa da Volta a Espanha

- 2017
  - Volta à Bélgica

- 2018
  - Volta à Bélgica

## Resultados em Grandes Voltas e Campeonatos do Mundo
| Corrida            | Corrida            | 2010 | 2011 | 2012  | 2013 | 2014 | 2015 | 2016 | 2017 | 2018 | 2019 | 2020 | 2021 |
| ------------------ | ------------------ | ---- | ---- | ----- | ---- | ---- | ---- | ---- | ---- | ---- | ---- | ---- | ---- |
|                    | Giro d'Italia      | —    | —    | 127.º | 74.º | —    | —    | —    | —    | —    | —    | —    | 78.º |
|                    | Tour de France     | —    | —    | —     | —    | 67.º | —    | —    | 59.º | Ab.  | 98.º | 89.º | —    |
|                    | Volta a Espanha    | —    | —    | —     | —    | —    | 93.º | 64.º | —    | —    | —    | —    | 50.º |
| Mundial em Estrada | Mundial em Estrada | —    | —    | —     | —    | —    | 71.º | Ab.  | 87.º | —    | —    | —    | —    |

—: não participa

Ab.: abandono